# Hamburger Bahnhof, Berlin
Hamburger Bahnhof är en före detta järnvägsstation i Berlin som idag är ett museum för samtidskonst - Museum für Gegenwart. 

## Tidigare användning
Hamburger Bahnhof byggdes 1846–47 som slutstation för järnvägen mellan Berlin och Hamburg. Stationsbyggnaden är en av de äldsta i Tyskland. Byggnaden ligger norr om centralstationen Berlin Hauptbahnhof på Invalidenstraße i stadsdelen Tiergarten. I oktober 1884 lades stationen ned efter 37 års drift. Detta beroende på att närliggande Lehrter Bahnhof (nuvarande Berlin Hauptbahnhof) tog över trafiken mot Hamburg. I början av 1900-talet gjordes stationen om till ett museum för transport och byggnation, och därefter till museum för modern konst.

## Museum för samtidskonst
Det välrenommerade museet Hamburger Bahnhof, även kallat Museum für Gegenwart, öppnades 1996. År 2004 expanderade museet när även en del av den angränsande stationen Lehrter Bahnhof gjordes om till utställningshall. Museet Hamburger Bahnhof är inriktat på konst från 1960 och senare. I samlingarna finns bland annat verk av Joseph Beuys, Robert Rauschenberg, Cy Twombly, Rebecca Horn, Bill Viola, Gerhard Richter,  Bernd och Hilla Becher och Pippilotti Rist.

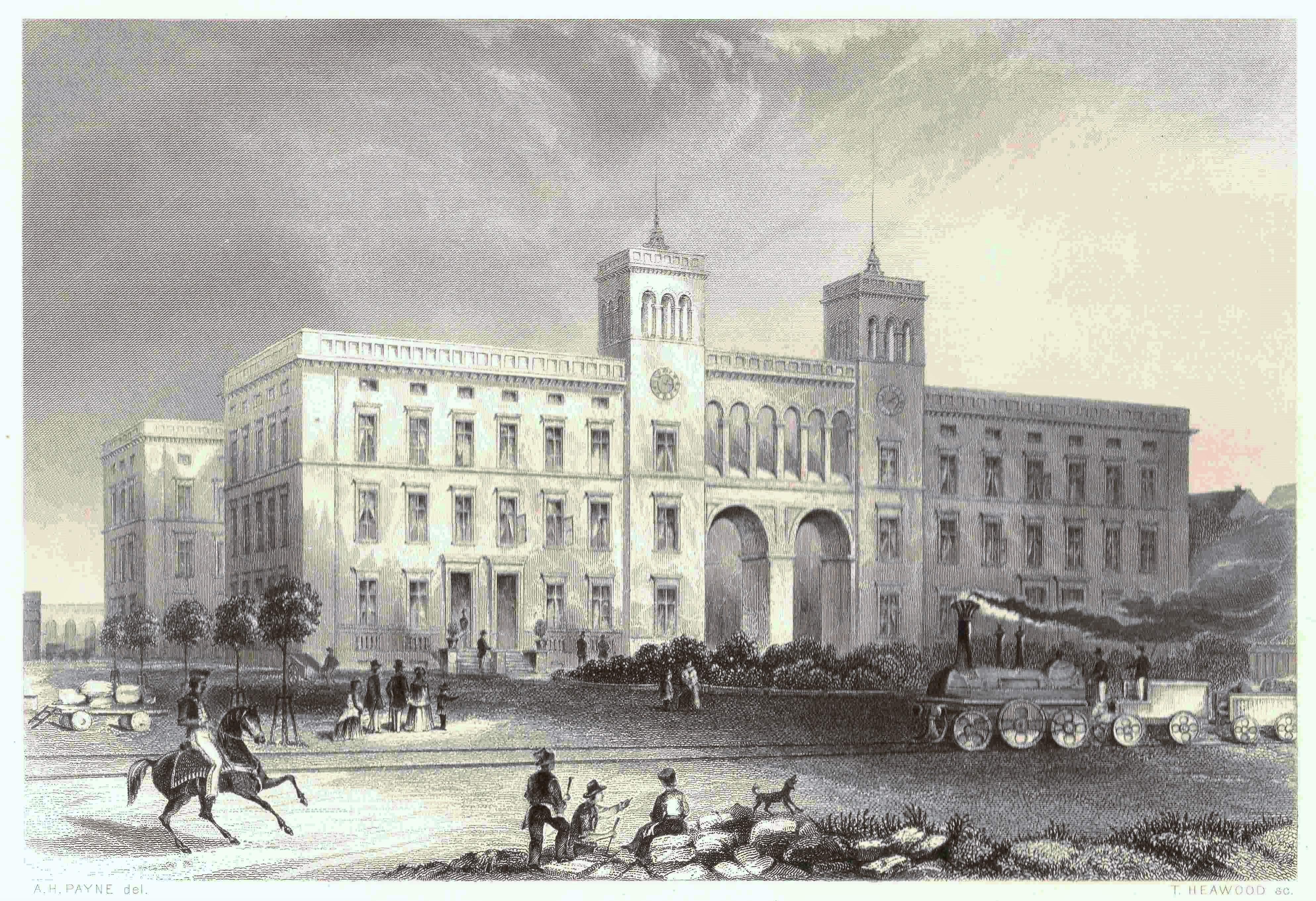
Hamburger Bahnhof år 1850
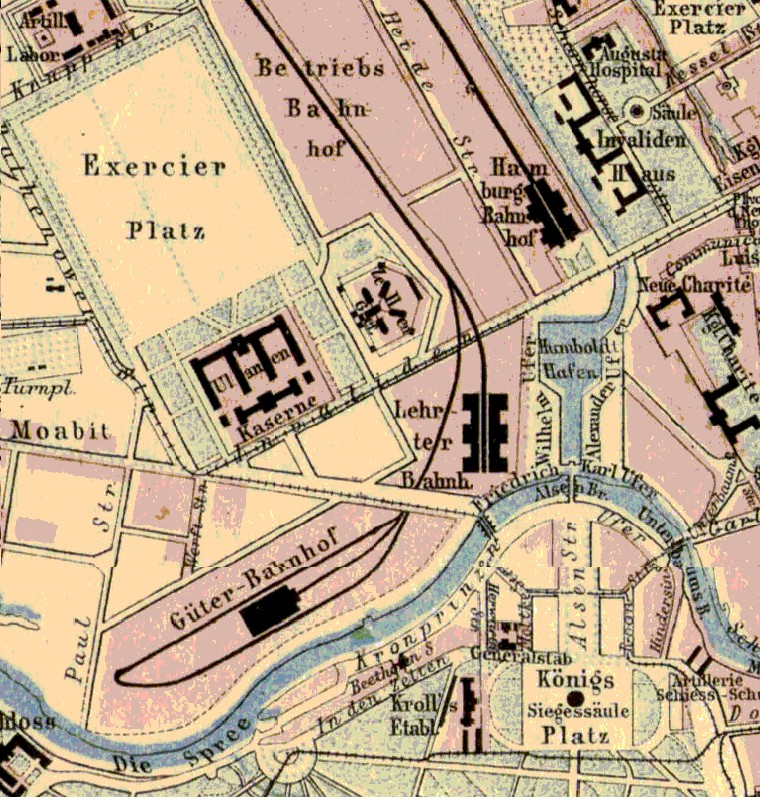
Hamburger Bahnhofs läge nära Lehrter Bahnhof (nuv. Berlin Hauptbahnhof) 1875
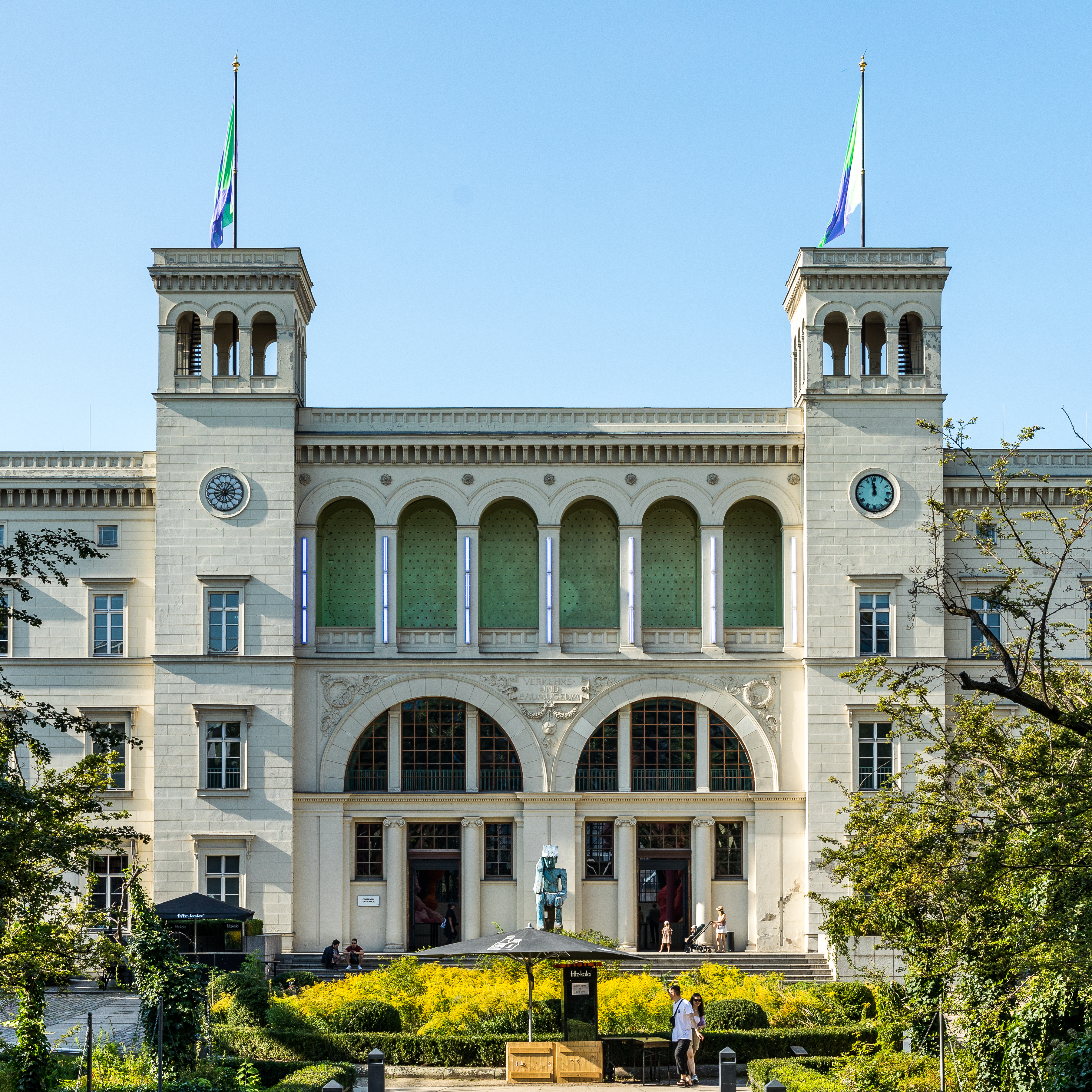
Museet Hamburger Bahnhof, 2023